# منشأة شلبي
قرية منشأة شلبى هي إحدى القرى التابعة لمركز كفر صقر في محافظة الشرقية في جمهورية مصر العربية. حسب إحصاءات سنة 2006، بلغ إجمالي السكان في منشأة شلبى 1862 نسمة، منهم 989 رجل و873 امرأة.

## التاريخ
قرية منشأة شلبي من القرى القديمة، واسمها الأصلي وقت الفتح الإسلامي لمصر «سيشنت» (بالإنجليزية: Sechent)‏، وقد وردت باسم «الأشانيط» في أعمال الشرقية ضمن قرى الروك الناصري التي أحصاها ابن الجيعان في كتاب «التحفة السنية بأسماء البلاد المصرية». وفي العصر العثماني ورد اسم «الأشانيط» في التربيع العثماني الذي أجراه الوالي العثماني سليمان باشا الخادم في عصر السلطان العثماني سليمان القانوني ضمن قرى ولاية الشرقية، وفي تاريخ 1228هـ/1813م الذي عدّ قرى مصر بعد المسح الذي قام به محمد علي باشا باسم «الأشانيط» ضمن قرى مديرية الشرقية. وفي سنة 1236هـ/1821م، قُسّمت «الأشانيط» إلى شنيط الحرابوة و«شنيط القرادنة». وفي سنة 1363هـ/1944م، تغيّر الاسم من «شنيط القرادنة» إلى «منشأة شلبي» بطلب من عمدتها.